# Ziarnojadek czarnolicy
Ziarnojadek czarnolicy (Sporophila nigricollis) – gatunek małego ptaka z podrodziny ziarnojadków (Sporophilinae) w rodzinie tanagrowatych (Thraupidae). Występuje w dwóch oddzielonych obszarach Ameryki Południowej oraz w Ameryce Środkowej. Nie jest zagrożony.

## Systematyka
Gatunek ten jako pierwszy opisał Louis Jean Pierre Vieillot w 1823 roku, nadając mu nazwę Pyrrhula nigricollis. Obecnie (2021) umieszczany jest w rodzaju Sporophila. Zwykle wyróżnia się trzy podgatunki:
- S. n. nigricollis (Vieillot, 1823)
- S. n. olivacea (Berlepsch & Taczanowski, 1884); synonim S. n. vivida Hellmayr, 1938
- S. n. inconspicua Berlepsch & Stolzmann, 1906

Autorzy Kompletnej listy ptaków świata za podgatunek S. nigricollis uznają także ziarnojadka czarnogardłego (S. (n.) ardesiaca), który przez innych autorów jest najczęściej traktowany jako odrębny gatunek.
Proponowany takson S. melanops, znany tylko z jednego okazu – dorosłego samca odłowionego w 1823 roku na wschodnim brzegu rzeki Araguaia (południowo-środkowa Brazylia) – uznawany jest za wariant ziarnojadka czarnolicego lub za jego hybrydę z innym gatunkiem.

## Morfologia
Typowy ziarnojadek o krótkim i silnym dziobie z zaokrąglonym wierzchołkiem górnej części (culmen) oraz czarnych oczach. Samice są oliwkowo-brązowe na grzbiecie z bladym żółtawym brzuchem, mają matowy szaro-oliwkowy dziób. Samce różnią się ubarwieniem w zależności od podgatunku. S. n. olivacea ma czarną twarz, podbródek i górną część piersi, oliwkowy tył głowy, grzbiet, skrzydła i ogon oraz żółty brzuch. S. n. inconspicua ma czarne gardło i okolice dzioba, czarny kolor upierzenia z twarzy łagodnie przechodzi w szarostalowy na głowie, grzbiecie, ogonie i skrzydłach. Brzuch jest biały. S. n. nigricollis ma czarną głowę i gardło, oliwkowo-czarne skrzydła, grzbiet i ogon, pierś i brzuch są białawe z niewielkimi ciemnymi plamkami w linii skrzydeł. Młode osobniki ubarwieniem przypominają samice, ale o lekko ciemniejszym i cieplejszym odcieniu.
Długość ciała 8,5–10,3 cm; masa ciała 8,5–11,2 g.

## Zasięg występowania
Ziarnojadek czarnolicy występuje w dwóch oddzielonych obszarach Ameryki Południowej oraz w Ameryce Środkowej. Występuje do wysokości 2300 m n.p.m. (inne źródła podają do 2500 m n.p.m., ale głównie poniżej 2000 m n.p.m., w Peru spotykany jest na wysokościach od 600 do 2600 m n.p.m.). Jest ptakiem przeważnie osiadłym, koczuje w okresach suszy, gdy trudniej jest znaleźć ziarna. Poszczególne podgatunki występują:
- S. n. nigricollis –  od południowej Kostaryki i Panamy do północnej, zachodniej i wschodniej Kolumbii i prawdopodobnie wschodniego Ekwadoru, dalej na wschód przez Wenezuelę do Surinamu, także na Małych Antylach (Carriacou i Grenadzie) oraz Trynidadzie i Tobago; ponadto od wschodniej i środkowo-wschodniej Brazylii do Mato Grosso i São Paulo, skrajnie wschodniej Boliwii i północno-wschodniej Argentyny (prowincja Misiones)[7]
- S. n. vivida (olivacea) – południowo-zachodnia Kolumbia i zachodni Ekwador
- S. n. inconspicua – Peru – zachodnie zbocza Andów na południe po Lambayeque, wschodnie zbocza Andów aż po Cuzco[7]
- S. (n.) ardesiaca – południowo-wschodnia Brazylia[8]

## Ekologia
Jego głównym siedliskiem są tereny trawiaste ze wskazaniem na tzw. milpas (pola uprawiane okresowo w odstępie kilku lat), a także inne opustoszałe, zachwaszczone pola. Żywi się wyłącznie ziarnami traw. Żeruje w sposób charakterystyczny dla tego gatunku, wspinając jeden krzak i wyjadając ziarna z drugiego lub przyginając kłosy do ziemi i wydziobując na niej ziarna. Żeruje samotnie lub w niewielkich stadach przekraczających niekiedy 20 osobników.
Sezon rozrodczy przypada w okresie od lipca do września na terenie Panamy, na innych obszarach (zależnie od rejonu) lęgi stwierdzano w ciągu całego roku. Gniazdo w kształcie filiżanki buduje na krzewie lub drzewie, zwykle nisko – do 1 metra nad gruntem. Zbudowane ono jest głównie z łodyg traw i różnych włókien, a materiałem spajającym są gałązki i pajęczyny. W zniesieniu zwykle 2 jaja, rzadziej 3. Jest gatunkiem monogamicznym.

## Status i ochrona
W Czerwonej księdze gatunków zagrożonych IUCN ziarnojadek czarnolicy klasyfikowany jest jako gatunek najmniejszej troski (LC, Least Concern). Liczebność populacji nie została oszacowana, ale ptak ten opisywany jest jako dość pospolity. Organizacja BirdLife International uznaje trend liczebności populacji za wzrostowy, ponieważ postępująca degradacja siedlisk przyczynia się do stworzenia nowych, dogodnych dla tego gatunku siedlisk.
BirdLife International wymienia 7 ostoi ptaków IBA, w których ten gatunek występuje, są to m.in.: w Brazylii – Serra do Urubu, w Gujanie – South Central Rupununi, a na Saint Lucia – Castries and Dennery Waterworks Reserve and Marquis.
IUCN traktuje ziarnojadka czarnogardłego (S. (n.) ardesiaca) jako odrębny gatunek i również zalicza go do kategorii najmniejszej troski. Jego liczebność nie została oszacowana, ale ptak ten opisywany jest jako niezbyt liczny (uncommon); trend jego liczebności uznawany jest za wzrostowy.